# Metrocentro San Salvador
Metrocentro San Salvador  ist das größte Einkaufszentrum in der Hauptstadt San Salvador. Es ist auch das erste Zentrum, das die Grupo Roble errichtet hat. Es beherbergt derzeit mehr als 500 Geschäfte auf rund 200.000 Quadratmeter Gesamtfläche und ist zugleich das größte Einkaufszentrum in El Salvador und Mittelamerika. Es befindet sich am Boulevard de los Héroes neben dem Bürohochhaus Torre Roble.

## Geschichte
Es wurde am 23. März 1971 eröffnet und schrittweise erweitert. Derzeit liegt die Besucheranzahl bei rund 1,8 Millionen pro Monat. Im Zentrum befinden sich unter anderen Warenhäuser, Supermärkte,  kleinere Geschäfte mit Bekleidung und Schuhe, Baumärkte, Kinos, Theater  und  Restaurantbetriebe. Die Anzahl der Beschäftigten liegt bei rund 10.000 Mitarbeiter. 
Einige der kommerziellen Einrichtungen und vertretenen Marken sind:
- Almacenes Siman
- Samborns
- Carrion
- Super Selectos
- Cinemark
- Tony Roma’s
- Pizza Hut
- Kentucky Fried Chicken
- Skechers
- Hush Puppies
- The Coffee Cup
- Mister Donut

## Teatro Luis Poma
Im Jahr 2003 wurde das erste Theater mit 227 Sitzplätzen eröffnet. Dieses Theater ist das einzige in El Salvador, das sich in einem Einkaufszentrum befindet. Das Theater im italienischen Stil ist komplett ausgestattet und entspricht den technischen Anforderungen der darstellenden Künste.  Seminare und Konferenzen werden ebenfalls in dem Gebäude veranstaltet.

## Erweiterungen
Mitte 2012 wurden umfangreiche Umbauarbeiten und Erweiterungen sowie eine Neugestaltung des 21.000 Quadratmeter großen Lebensmittel-Shopping-Center durchgeführt. Im ganzen Gebäudekomplex wurden neue Technologien wie LED-Beleuchtung, Glas-Geländer installiert und die Sanitäreinrichtung komplett erneuert.

## Weitere Einkauszenter der Grupo Roble
- Metrocentro Santa Ana
- Metrocentro San Miguel
- Multiplaza Panamericana